# Matthias Brandt

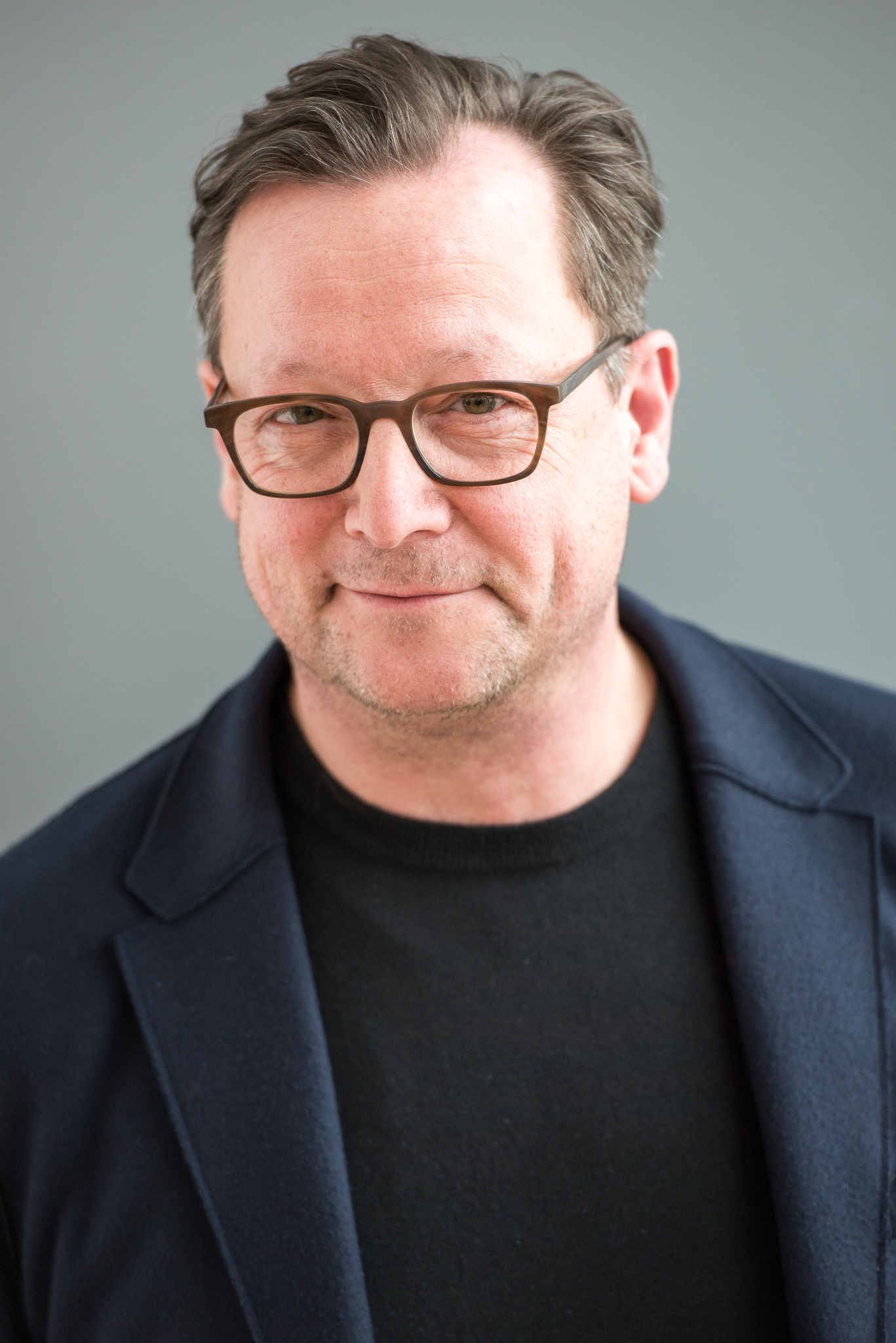
Matthias Brandt, 2016

Matthias Frederik Brandt (* 7. Oktober 1961 in West-Berlin) ist ein deutscher Schauspieler, Hörbuchsprecher und Autor. Seit 1989 trat er in über 80 Film- und Fernsehproduktionen vor die Kamera und wirkte in zahlreichen Theaterstücken. Einem breiten Fernsehpublikum wurde er unter anderem als Münchner Kommissar Hanns von Meuffels in der ARD-Krimireihe Polizeiruf 110 bekannt.

## Leben

### Familie und Privates

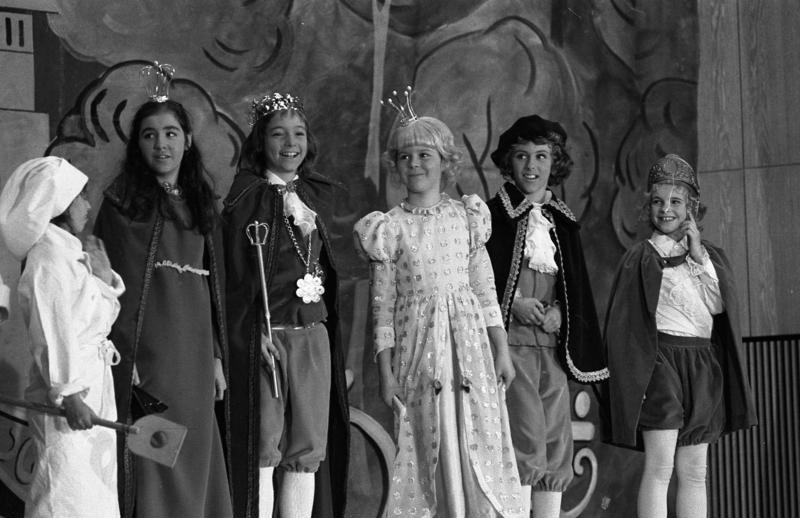
Matthias Brandt (dritte Person von links) am Bonner Kindertheater, 1972

Matthias Brandt ist der jüngste von drei Söhnen des früheren deutschen Bundeskanzlers Willy Brandt (1913–1992) und dessen Frau Rut, geb. Hansen (1920–2006). Er wuchs mit Norwegisch und Deutsch als Erstsprachen auf. Seine Schulzeit verbrachte er in Bonn und spielte bereits im Schultheater. Als er 18 Jahre alt war, trennten sich seine Eltern. Seine beiden älteren Brüder sind der Historiker Peter Brandt (* 1948) und der Schriftsteller und Filmemacher Lars Brandt (* 1951). Seine ältere Halbschwester Ninja (* 1940) entstammt der ersten Ehe (1941–1948) Willy Brandts mit Carlota Thorkildsen.
Brandt sieht seit seiner Geburt auf dem linken Auge sehr schlecht, ist dadurch – nach eigenen Angaben – aber nicht beeinträchtigt. Er ist evangelisch getauft, trat aber im Alter von 18 Jahren aus der Kirche aus. Er ist verheiratet und hat eine Tochter.

### Ausbildung und Theater
Brandt studierte an der Hochschule für Musik und Theater Hannover Schauspiel. Nach einem ersten Engagement am Oldenburgischen Staatstheater im Jahr 1985 gehörte er unter anderem den Ensembles folgender Theater an: Staatstheater Wiesbaden, Nationaltheater Mannheim, Schauspiel Bonn, Bayerisches Staatsschauspiel, Renaissance-Theater Berlin, Schauspielhaus Zürich, Schauspielhaus Bochum, Schauspiel Frankfurt und Berliner Ensemble.

### Film und Fernsehen

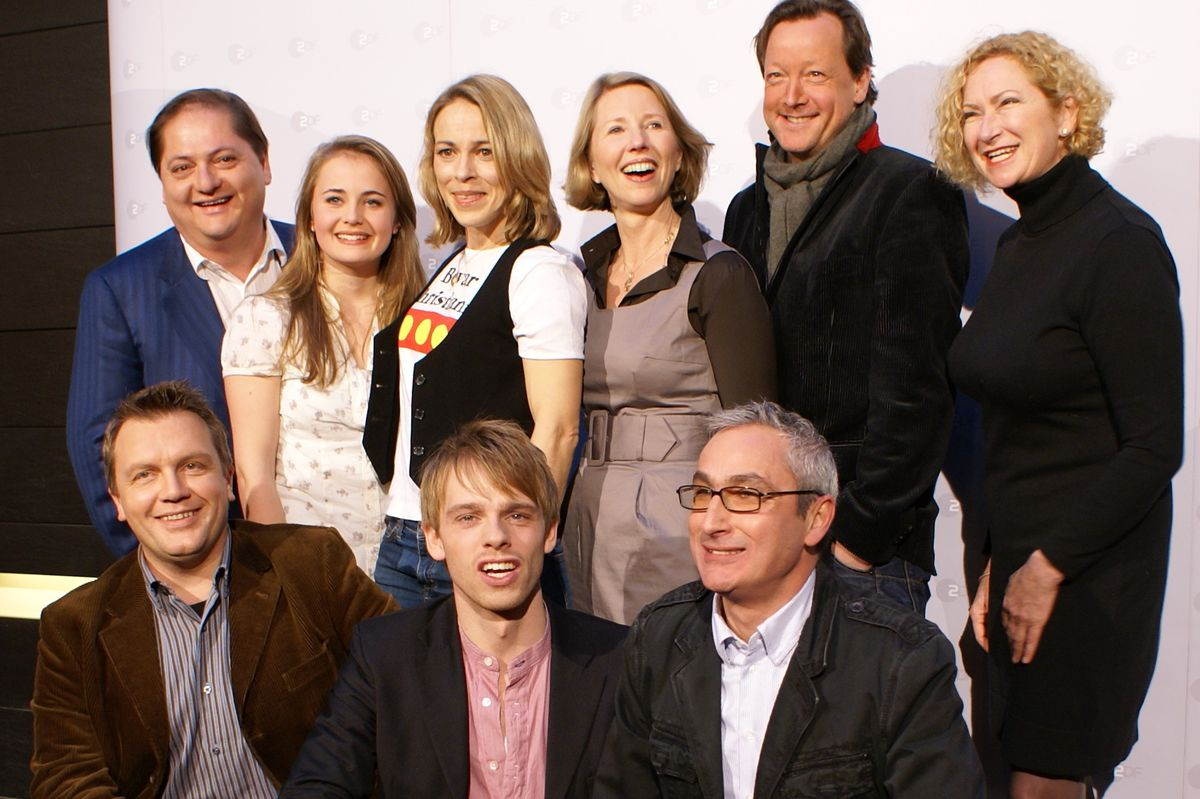
Brandt (oben, fünfte Person von links) mit dem Cast von Ein Mann, ein Fjord!, 2008

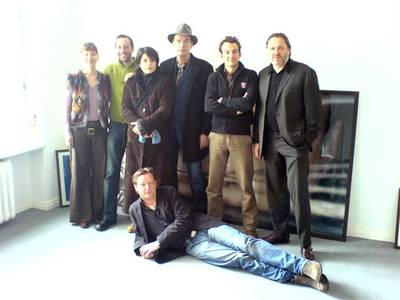
Matthias Brandt mit den Mitgliedern des Bundesverband Schauspiel, 2005

Ende der 1980er und Anfang der 1990er war Brandt in seinen ersten Rollen vor der Kamera zu sehen. Sein Debüt gab er 1989 unter der Regie von Bruno Jonas in dem Fernsehfilm Ein Prachtexemplar. 1991 spielte er in der Fernsehserie Pfarrers Kinder, Müllers Vieh in insgesamt sechs Folgen die Rolle des Manfred. Eine weitere feste Serienrolle hatte er 2001 als Herr Senne in der ZDF-Produktion Die Biester. Seit den 2000ern spielt er kontinuierlich verstärkt in Film- und Fernsehproduktionen. 2003 übernahm er in dem Fernsehfilm Im Schatten der Macht, der die letzten Tage vor dem Rücktritt Willy Brandts vom Amt des Bundeskanzlers schildert, die Rolle des Günter Guillaume. 2005 verkörperte er an der Seite von Juliane Köhler einen minderbegabten Vater im Fernsehfilm In Sachen Kaminski. Für seine darstellerische Leistung wurde er mehrfach mit Preisen ausgezeichnet. In Martin Enlens Kriminalfilm Der Tote am Strand, der im Oktober 2006 auf dem Filmfest Hamburg erstmals gezeigt wurde, spielte er an der Seite von Birge Schade die Rolle des Ole, der seinen Schwiegervater im Handgemenge erschießt.
2010 übernahm Brandt unter der Regie von Hannu Salonen die Titelrolle in dem Märchenfilm Des Kaisers neue Kleider nach dem gleichnamigen Märchen von Hans Christian Andersen. Im gleichen Jahr drehte er mit der Episodie Cassandras Warnung seinen ersten Fall als Münchner Kommissar Hanns von Meuffels in der ARD-Krimireihe Polizeiruf 110, die im August 2011 erstmals ausgestrahlt wurde. Für seine Darstellung des Münchner Kommissars gewann er den Bambi und 2013 in der Kategorie als bester männlicher Hauptdarsteller den Bayerischen Fernsehpreis. Im August 2018 wurde bekannt, dass ihm 2019 Verena Altenberger als neue Münchner Kommissarin Elisabeth „Bessie“ Eyckhoff nachfolgen soll.
Am 25. Juli 2012 zeigte Das Erste ein 45-minütiges Porträt Brandts im Rahmen der Reihe Deutschland, deine Künstler. 2014 spielte er in Hermine Huntgeburths Filmdrama Männertreu die männliche Hauptrolle des Verlegers und Herausgebers Georg Sahl der Frankfurter Nachrichten. Diese Rolle brachte ihm den Hessischen Fernsehpreis und Bayerischen Fernsehpreis ein.
Parallel übernimmt er wiederholt Gastrollen in Krimiserien wie Tatort, Michelle Eisner, Doppelter Einsatz, Unter anderen Umständen und Nachtschicht.
Neben seiner Arbeit auf der Bühne und in Film und Fernsehen betätigt Brandt sich als Sprecher von Hörbüchern und Hörspielen. 2010 las er den Roman Psycho von Robert Bloch ein. 2014 erhielt er den Deutschen Hörbuchpreis für seine Einlesung des Romans Schöne neue Welt des Autors Aldous Huxley in der Kategorie „Das besondere Hörbuch/Beste Science-Fiction“.
Matthias Brandt ist Mitinitiator des im April 2006 gegründeten Bundesverband Schauspiel.

### Autorentätigkeit
Im September 2016 erschien Brandts erstes Buch unter dem Titel Raumpatrouille, das autobiographische Erzählungen aus seiner Kindheit enthält. Im August 2019 folgte sein Romandebüt Blackbird. Der Roman spielt in den siebziger Jahren und handelt von einem 16-Jährigen, dessen bester Freund am Non-Hodgkin-Lymphom erkrankt.

## Filmografie

### Kinofilme
- 1993: Barmherzige Schwestern
- 2002: Große Mädchen weinen nicht
- 2005: Die Leibwächterin
- 2006: Vineta
- 2006: Hannah
- 2007: Gegenüber
- 2010: Freche Mädchen 2
- 2011: Das Blaue vom Himmel
- 2012: Glück
- 2012: Ruhm
- 2016: Vor der Morgenröte
- 2016: Rheingold (Experimentalfilm)
- 2017: Wir töten Stella
- 2018: Transit
- 2023: Roter Himmel
- 2025: Miroirs No. 3

### Fernsehfilme
- 1989: Ein Prachtexemplar
- 2002: Voll korrekte Jungs
- 2003: Im Schatten der Macht
- 2004: Der Stich des Skorpion
- 2004: Mr. und Mrs. Right
- 2005: Arnies Welt
- 2005: In Sachen Kaminski
- 2005: Drei Schwestern made in Germany
- 2006: Leo
- 2006: Der Tote am Strand
- 2007: Die Frau am Ende der Straße
- 2007: Der Mann von gestern
- 2007: Vertraute Angst
- 2007: Contergan
- 2008: Todsünde
- 2008: Die zweite Frau
- 2009: Ein Sommer mit Paul
- 2009: Ein Mann, ein Fjord!
- 2009: Die Wölfe (Dreiteiler)
- 2009: Live Stream
- 2009: Entführt
- 2009: Die Frau, die im Wald verschwand
- 2010: Die Tochter des Mörders
- 2010: Ken Folletts Eisfieber
- 2010: Tod einer Schülerin
- 2010: Schutzlos
- 2010: Des Kaisers neue Kleider
- 2011: In den besten Jahren
- 2012: Das Ende einer Nacht
- 2013: Vier sind einer zuviel
- 2013: Verratene Freunde
- 2013: Eine mörderische Entscheidung
- 2013: Eine verhängnisvolle Nacht
- 2014: Männertreu
- 2014: Das Zeugenhaus
- 2015: Ein großer Aufbruch
- 2016: Sanft schläft der Tod
- 2018: Unterwerfung
- 2018: Toulouse
- 2019: Wir wären andere Menschen
- 2020: Das Geheimnis des Totenwaldes
- 2021: Sörensen hat Angst
- 2024: Sie sagt. Er sagt.

### Fernsehserien und -reihen
- 2002: Donna Leon – In Sachen Signora Brunetti
- 2003: Michelle Eisner: Der Auftrag – Mordfall in der Heimat
- 2004: Tatort: Stirb und werde
- 2005: Einsatz in Hamburg – Superzahl: Mord
- 2006: Doppelter Einsatz (Folge Spurlos verschwunden)
- 2006–2008: Unter anderen Umständen
  - 2006: Unter anderen Umständen
  - 2007: Bis dass der Tod euch scheidet
  - 2008: Böse Mädchen
- 2007: Schimanski: Tod in der Siedlung
- 2008: Nachtschicht – Ich habe Angst
- 2008: Tatort: Der tote Chinese
- 2010: Tatort: Absturz
- 2011–2018: Polizeiruf 110 (als Hanns von Meuffels)
  - 2011: Cassandras Warnung
  - 2011: Denn sie wissen nicht, was sie tun
  - 2012: Schuld
  - 2012: Fieber
  - 2013: Der Tod macht Engel aus uns allen
  - 2013: Kinderparadies
  - 2014: Morgengrauen
  - 2014: Smoke on the Water
  - 2015: Kreise
  - 2016: Und vergib uns unsere Schuld
  - 2016: Wölfe
  - 2016: Sumpfgebiete
  - 2017: Nachtdienst
  - 2018: Das Gespenst der Freiheit
  - 2018: Tatorte
- 2016: Babylon Berlin
- 2022: King of Stonks
- seit 2022: Kurzschluss – Silvester für Zwei (Kurzfilmreihe)
  - 2022: Kurzschluss
  - 2023: Der zweite Kurzschluss
  - 2024: Kurzschluss hoch drei
- 2024: Tatort: Es grünt so grün, wenn Frankfurts Berge blüh’n

## Hörbücher (Auswahl)
- 2003: A.L. Kennedy: Day. Der Audio Verlag. ISBN 978-3-89813-700-3.
- 2004: Geoff Dyer: But Beautiful: ein Buch über Jazz.
- 2006: Tom Wolfe: Ich bin Charlotte Simmons. Der Audio Verlag. ISBN 978-3-89813-511-5.
- 2008: Ingo Schulze: Adam und Evelyn. Der Hörverlag. ISBN 978-3-86717-364-3.
- 2009: Rainer Moritz: Wir Wirtschaftswunderkinder. Der Audio Verlag. ISBN 978-3-89813-882-6.
- 2009: Åke Edwardson: Der Himmel auf Erden Random House Audio. ISBN 978-3-8371-0091-4.
- 2010: Robert Bloch: Psycho. Der Audio Verlag. ISBN 978-3-89813-975-5.
- 2011: Arno Geiger: Der alte König in seinem Exil. Hörbuch Hamburg. ISBN 978-3-89903-036-5.
- 2011: Ronald Reng: Robert Enke. Ein allzu kurzes Leben. Roof Music. ISBN 978-3-941168-63-3.
- 2011: Annie Proulx: Schiffsmeldungen. Random House Audio. ISBN 978-3-8371-0881-1.
- 2012: Thomas Wolfe: Die Party bei den Jacks. Jumbo Neue Medien & Verlag. ISBN 978-3-8337-2906-5.
- 2012: Oliver Storz: Als wir Gangster waren. Hörbuch Hamburg. ISBN 978-3-89903-337-3.
- 2012: Erin Morgenstern: Der Nachtzirkus. Hörbuch Hamburg. ISBN 978-3-89903-355-7.
- 2012: Roger Willemsen: Das müde Glück, gelesen vom Autor, Sofia Brandt und Matthias Brandt; mit Musik von Ulrich Tukur. Tacheles Verlag, Bochum; 1 CD, 47 Minuten.
- 2013: John le Carré: Der Spion, der aus der Kälte kam. Hörbuch Hamburg. ISBN 978-3-89903-582-7.
- 2013: Aldous Huxley: Schöne neue Welt. Der Hörverlag. ISBN 978-3-8445-1243-4.
- 2013: Ferdinand von Schirach: Tabu. OSTERWOLDaudio. ISBN 978-3-86952-176-3.
- 2013: Thomas Mann: Der Tod in Venedig. Der Hörverlag. ISBN 978-3-8445-1074-4.
- 2017: Thomas Willmann: Das finstere Tal. Hörbuch Hamburg. ISBN 978-3-86909-218-8
- 2019: Matthias Brandt: Blackbird. (Roman, gelesen vom Autor) tacheles!/ROOF Music. ISBN 978-3-86484-617-5
- 2020: Robert Seethaler: Der letzte Satz. tacheles!/Roof Music. ISBN 978-3-86484-657-1
- 2021: Ferdinand von Schirach: Tabu, der Hörverlag, ISBN 978-3-8445-2389-8 (Hörbuch-Download)
- 2022: Roger Willemsen: Afghanische Reise, tacheles!/roofmusic, ISBN 978-3-86484-758-5
- 2023: Arno Geiger: Das glückliche Geheimnis, Hörbuch Hamburg. ISBN 978-3-95713-296-3
- 2024: Arno Geiger: Reise nach Laredo, Hörbuch Hamburg. ISBN 978-3-95713-324-3 (Roman)
- 2024  Robert Seethaler: Ein ganzes Leben, Hörbuch Hamburg. ISBN 978-3-8449-4214-9 (Roman)

## Hörspiele (Auswahl)
- 2010: Friedrich Ani: Der Gefangene – Regie: Stefan Hilchsbecher (SWR)
- 2010: Isabel Allende: Das Geisterhaus – Regie: Walter Adler (SWR/HR)
- 2010: Dirk Schmidt: Task Force Hamm – Regie: Petra Feldhoff (WDR)
- 2012: Kirsten Reinhardt: Fennymores Reise (Kinderhörspiel) – Regie: Petra Feldhoff (WDR)
- 2013: Die Quellen sprechen. Die Verfolgung und Ermordung der europäischen Juden durch das nationalsozialistische Deutschland 1933–1945 – Regie: Ulrich Gerhardt (BR)
- 2018: Max Frisch: Homo Faber – Regie: Leonhard Koppelmann (HR)
- 2020: Ulrich Lampen: The Guilty – Regie: Oliver Sturm (DKultur)
- 2020: Magdalena Schrefel: Ein Berg, viele – Regie: Teresa Hoerl (BR/ORF)[7]
- 2020: Dror Mishani: Drei – Regie: Irene Schuck (DLR)
- 2021: Matthias Brandt: Blackbird – Regie: Leonhard Koppelmann (HR)

## Werke
- Raumpatrouille. Geschichten, Kiepenheuer & Witsch, Köln 2016, ISBN 978-3-462-04567-3.
- Blackbird. Roman, Kiepenheuer & Witsch, Köln 2019, ISBN 978-3-462-05313-5.

## Auszeichnungen

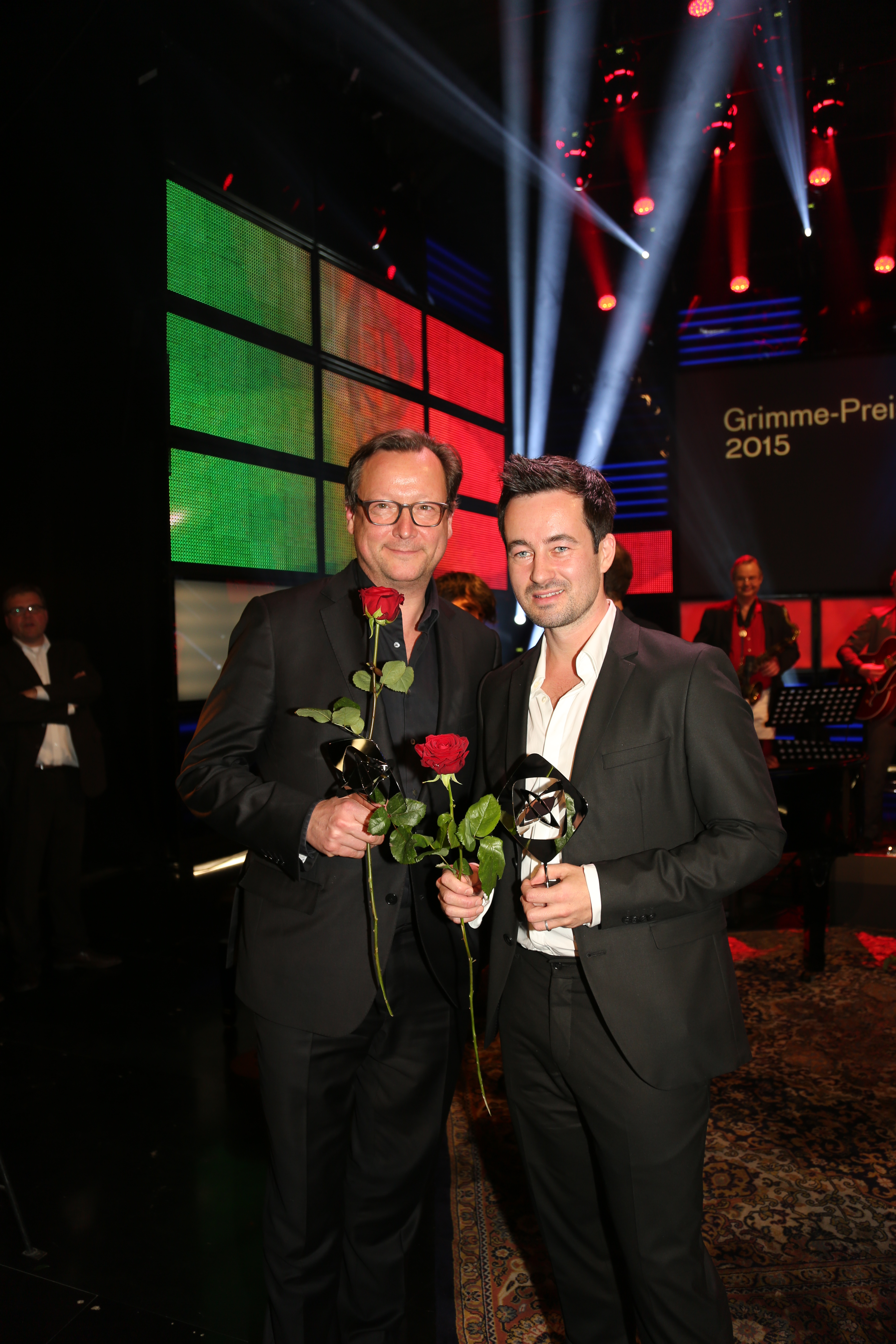
Matthias Brandt (links) mit Christian Schwochow (rechts) beim Grimme-Preis 2015

- 2006: Bayerischer Fernsehpreis als Bester Schauspieler im Bereich Fernsehspiel für In Sachen Kaminski
- 2007: Adolf-Grimme-Preis für Arnies Welt, zusammen mit Caroline Peters und Jörg Schüttauf (Darstellung) und Isabel Kleefeld (Buch/Regie)
- 2008: Deutscher Kritikerpreis für Die Frau am Ende der Straße, gemeinsam mit Maren Eggert
- 2008: Goldene Kamera in der Kategorie Bester deutscher Schauspieler
- 2008: Nominierung für den Deutschen Filmpreis 2008 als Bester Hauptdarsteller für Gegenüber
- 2009: Adolf-Grimme-Preis für Die zweite Frau, zusammen mit Maria Popistaşu (Darstellung) und Hans Steinbichler (Regie)
- 2010: Deutscher Hörbuchpreis für Åke Edwardsons Der Himmel auf Erden in der Kategorie Das besondere Hörbuch/Bester Krimi
- 2011: Bambi für Polizeiruf 110
- 2011: Sonderpreis beim Fernsehfilm-Festival Baden-Baden für herausragende schauspielerische Leistung im Polizeiruf 110: Denn sie wissen nicht, was sie tun
- 2012: Bayerischer Fernsehpreis als Bester Schauspieler im Bereich Serien und Reihen für Polizeiruf 110: Denn sie wissen nicht, was sie tun
- 2012: Nominierung für den Deutschen Fernsehpreis 2012 als Bester Schauspieler für Polizeiruf 110: Denn sie wissen nicht, was sie tun[8]
- 2013: Deutscher Fernsehpreis als Bester Schauspieler in vier Fernsehfilmen: Polizeiruf 110: Der Tod macht Engel aus uns allen, Polizeiruf 110: Fieber, Eine mörderische Entscheidung und Verratene Freunde
- 2014: Deutscher Hörbuchpreis für Schöne neue Welt von Aldous Huxley in der Kategorie Das besondere Hörbuch/Beste Science-Fiction
- 2014: Grimme-Preis für Eine mörderische Entscheidung
- 2014: Hessischer Fernsehpreis für seine Rolle in Männertreu
- 2015: Bayerischer Fernsehpreis als bester Schauspieler im Bereich Fernsehfilme, Serien und Reihen für die Hauptrolle im Film Männertreu.
- 2015: Hans Abich Preis beim Fernsehfilmfestival Baden-Baden
- 2017: „Preis für Schauspielkunst 2017“ am 31.08. auf dem 13. Festival des deutschen Films in Ludwigshafen
- 2018: Hessischer Film- und Kinopreis – Ehrenpreis[9]
- 2023: Günter-Rohrbach-Filmpreis: Darstellerpreis für Roter Himmel[10]
- 2023: Goldener Vorhang für seine Darstellung in Mein Name sei Gantenbein am Berliner Ensemble[11]
- 2024: Carl-Zuckmayer-Medaille[12]
- 2025 Deutscher Sprachpreis[13]

## Dokumentarfilm
- Deutschland, deine Künstler – Matthias Brandt. Dokumentarfilm, Deutschland, 2012, 45 Min., Buch und Regie: Helge Trimpert und Inga Wolfram, Produktion: SWR, Erstsendung: 25. Juli 2012 in Das Erste, Inhaltsangabe von ARD.